# Панамериканский чемпионат по дзюдо 1998
Панамериканский чемпионат по дзюдо 1998 года прошёл 29-30 ноября в городе Санто-Доминго (Доминиканская Республика) под эгидой Панамериканского союза дзюдо. Чемпионат был 23-м по счёту. Седьмой раз подряд сильнейшими на континенте стали представители Кубы, которые на этом чемпионате завоевали 15 наград: 12 золотых, 1 серебряную и 2 бронзовых. Всего по ходу соревнований на пьедестал поднимались спортсмены из 11 стран.

## Медалисты

### Мужчины
| Категория    | Золото                  | Серебро                      | Бронза                                                           |
| ------------ | ----------------------- | ---------------------------- | ---------------------------------------------------------------- |
| до 56 кг     | Педро Мена · Куба       | Рохерио Мияги · Бразилия     | Эдгардо Каминос · Аргентина Суил Барраган · Венесуэла            |
| до 60 кг     | Фулвио Мията · Бразилия | Йорданис Аренсибиа · Куба    | Брэндон Гречковски · США Хуан Хасинто · Доминиканская Республика |
| до 66 кг     | Маноло Пулот · Куба     | Джейкоб Флорес · США         | Мартин Риос · Аргентина Людвиг Ортис · Венесуэла                 |
| до 73 кг     | Джеймс Педро · США      | Карлос Асеведо · Пуэрто-Рико | Эдуардо Манглес · Венесуэла Серхио Оливейра · Бразилия           |
| до 81 кг     | Габриэль Артеага · Куба | Дэвид Бьюдин · Канада        | Тодд Брее · США Флавиу Канту · Бразилия                          |
| до 90 кг     | Брайан Олсон · США      | Эдуардо Коста · Аргентина    | Хуан Диас · Венесуэла Йосване Деспагне · Куба                    |
| до 100 кг    | Николас Жиль · Канада   | Габриэль Лама · Чили         | Ато Хэнд · США Йосвани Кессель · Куба                            |
| свыше 100 кг | Анхель Санчес · Куба    | Джозеф Фелтон · США          | Даниэль Эрнандес · Бразилия Сэнди Кент · Канада                  |

### Женщины
| Категория   | Золото                     | Серебро                      | Бронза                                                               |
| ----------- | -------------------------- | ---------------------------- | -------------------------------------------------------------------- |
| до 45 kg    | Консуэло Гонсалес · Куба   | Родригес, Джулиана · Эквадор | Ярелис Суэро · Доминиканская Республика Роселис Гуаракан · Венесуэла |
| до 48 kg    | Амарилис Савон · Куба      | Талия Фуэнтес · Мексика      | Дженни Мартинес · Доминиканская Республика Каролин Лепаг · Канада    |
| до 52 kg    | Легна Вердесия · Куба      | Каролина Мариани · Аргентина | Жаклин Диас · Венесуэла Фабиан Хукуда · Бразилия                     |
| до 57 kg    | Дриулис Моралес · Куба     | Алисия Эррера · Венесуэла    | Клаудиа Квинтерос · Аргентина Эллен Уилсон · США                     |
| до 63 kg    | Кениа Родригес · Куба      | Ваня Исии · Бразилия         | Элеукадия Варгас · Доминиканская Республика Селита Шутц · США        |
| до 70 kg    | Сибелис Веранес · Куба     | Сандра Бахер · США           | Дульче Пина · Доминиканская Республика Ники Дженкинс · Канада        |
| до 78 kg    | Диаденис Кастельяно · Куба | Кимберли Риббл · Канада      | Эми Тонг · США Сильвана Филиппи · Аргентина                          |
| свыше 78 kg | Дайма Бельтран · Куба      | Колин Розенстил · США        | Кармен Чала · Эквадор Присцила Маркес · Бразилия                     |

## Медальный зачёт
*   Принимающая страна (Доминиканская Республика)
| Место           | Страна                    | Золото | Серебро | Бронза | Всего |
| --------------- | ------------------------- | ------ | ------- | ------ | ----- |
| 1               | Куба                      | 12     | 1       | 2      | 15    |
| 2               | США                       | 2      | 4       | 6      | 12    |
| 3               | Бразилия                  | 1      | 2       | 5      | 8     |
| 4               | Канада                    | 1      | 2       | 3      | 6     |
| 5               | Аргентина                 | 0      | 2       | 4      | 6     |
| 6               | Венесуэла                 | 0      | 1       | 6      | 7     |
| 7               | Эквадор                   | 0      | 1       | 1      | 2     |
| 8               | Мексика                   | 0      | 1       | 0      | 1     |
| 8               | Пуэрто-Рико               | 0      | 1       | 0      | 1     |
| 8               | Чили                      | 0      | 1       | 0      | 1     |
| 11              | Доминиканская Республика* | 0      | 0       | 5      | 5     |
| Всего стран: 11 | Всего стран: 11           | 16     | 16      | 32     | 64    |